# Samydaceae
Samydaceae is een botanische naam in de rang van familie. Een familie onder deze naam wordt slechts onregelmatig erkend door systemen voor plantentaxonomie:
- het systeem van De Candolle erkende de familie wel (in de spelling Samydeae) en plaatste haar in de Calyciflorae.
- het Bentham & Hooker-systeem (1862-1883) erkende de familie wel en plaatste haar in de orde Passiflorales.
- het Cronquist-systeem (1981) en APG-systeem (1998) erkennen niet zo'n familie en delen de betreffende planten in bij de familie Flacourtiaceae.
- ook het APG II-systeem (2003) erkent de familie niet, maar deelt de betreffende planten in bij de familie Salicaceae.
- het ToLweb [5 dec 2007] vindt dat de familie wel bestaansrecht heeft en splitst haar weer af van de Salicaceae (zie ook de familie Scyphostegiaceae).

Het gaat dan om een middelgrote familie van houtige planten, in de tropen. In zekere zin is de familie dus een voortzetting van (een deel van) de familie Flacourtiaceae.